# Кударское ущелье
Куда́рское ущелье, Кударо́ (осет. Къуыдаргом, Къуыдары ком, груз. კუდარო, კუდარის ხეობა) — ущелье на Южном Кавказе. Согласно административно-территориальному делению частично признанной Южной Осетии, фактически контролирующей ущелье, расположено на северо-западе Дзауского района Южной Осетии. Согласно административно-территориальному делению Грузии — в Онском муниципалитете Грузии. В Кударском ущелье находится единственный город Дзауского района — Квайса (осет. Къуайса).

## География
По Кударскому ущелью протекает река Джоджора (приток Риони), берущая начало в верхней части ущелья. С территорией Северной Осетии ущелье связано Кударским перевалом, по которому проходит газопровод Дзуарикау-Цхинвал. Через перевал проходит дорога в Южную Осетию.
В Кударском ущелье находятся множество крупных и мелких селений, некоторые из них уже заброшены или не имеют постоянного населения.

### Населённые пункты
По течению реки Джоджора (Стырдон):
- Квайса (Къуайса)
- Лет1
- Кацмазта1
- Кеуселт (Кевсельта)
- Тамаджин1
- Чиста1[2]
- Икотикау1
- Кобет[3]
- Морах1
- Стырмасыг
- Саджилзаз
- Нанитыкау (Нанита)
- Албортикау
- Теблойтикау (Теблойтикау)
- Везур1
- Лесор
- Даргардуз
- Бзита
- Масыгуат
- Засета
- Часавал (Фазикау)
- Фасраг1
- Ахсарджин (Ахсаргина)
- Шеубан (Уиреуцала)
- Шембул (Бестаутикау)
- Хардисар
- Литон1
- Миртгаджин

По течению реки Грамула (левый приток Джоджоры):
- Синтбадан1
- Замтарет (Багатикау)
- Ногкау
- Арашенда (Джусойтикау)2
- Касагджин
- Шуацала (Нартихтикау)

В верховьях Квирилы:
- Хугата
- Битета
- Цон[2][5]
- Додтотикау
- Магкотикау
- Хампалгом
- Цадикау1

В долине реки Кведрулы (Козидон):
- Верхний Коз
- Средний Коз
- Нижний Коз

Примечание:
1 бывшие сёла
2 разрушено лавиной в 1932 году
На правом берегу среднего течения Джоджоры на горе Часавал-Хох находятся пять карстовых пещер Кударо (I, II, III, IV, V), открытые в 1955 и исследованные в 1956—61 гг. советским археологом В. П. Любиным. В нижних культурных слоях пещер Кударо I и III обнаружены остатки поселения древнепалеолитических охотников Ашельской культуры. Выше ашельских слоев залегали слои более поздних эпох: мустьерской, мезолита, бронзы, средневековья.

## История
После окончательного разгрома в конце XIV века предков осетин — кавказских алан войсками Тамерлана и последующего обособления их остатков в горах Центрального Кавказа на обеих его склонах сложилось несколько горных обществ алан-осетин, представлявших собой конфедерацию осетинских земель. Такое устройство территории Осетии сохранялось вплоть до её присоединения к Российской империи. В этот период население Кударского ущелья и соседней Козской долины составляло Кударское общество, которое в некоторых документах также называлось Часавальским. Оно граничило с юга и востока с Дзауским (Джавским) обществом, на севере с Туальским обществом, а на западе с грузинами-рачинцами.
Вот как описывал Кударское ущелье Иоганн Бларамберг в XIX веке:

Жители этого района, называемые русскими «кударцы», занимают просторную долину Джоджоры, или Лети, от её истоков до селения Часовали, или Кударо. Почва в этом округе плодородна, здесь выращивают пшеницу, ячмень, овес и кукурузу. Здесь много крупного рогатого скота и овец.
Склоны гор между селениями Сагильзас и Кевшельта покрыты зарослями, среди которых много строевого леса. Поселения рассеяны вдоль Джоджоры и её притоков. Дома каменные, с башнями. Вот основные поселения кударцев: Лета, Кевшельта, Джачунари, Тамачила, Киста, Або, Кобиота, Сагильзас, Накрепа, Коречети, Надарбазеви, Гулианта, Лезора, Мазугата, Фасовали.
На одном из правых притоков Лети, между Або и Сагильзасом, находится селение Диди-Бойя, а на другом, слева от Джоджоры, — селения Сихпадана и Замтарети.

Кударцы очень беспокойны и устраивают мятежи при каждом удобном случае. В 1830 году во время экспедиции генерала Ранненкампфа в Осетию они приняли всех беженцев из Кешельты, которые, будучи преследуемыми русскими, нашли убежище только в этом районе.

## Население
По названию ущелья называется одна из этнографических групп осетин, исторически проживающая в Кударском ущелье, — кударцы.

## Археология и палеогенетика
В ущелье Кударо в среднем течении Джоджоры на правом берегу находится комплекс пещерных стоянок каменного века и энеолита. Пещеры Кударо I—III и Кударо V располагаются ярусами на южном скате Часавал-Хох (хребет Велуанта). Пещера Кударо IV находится в 1,5 км к северо-западу. В пещере Кударо I выявлены непереотложенные слои ашельской культуры, в Кударо III — мустьерской культуры. В ашельских пещерах Кударо I, Кударо II найдены кости морских рыб, а в Кударо I ещё и остатки макаки. Наличие параллелей в технико-типологической характеристике коллекции с поздних этапов стоянки-мастерской Кызыл-Яр 2 на Южном Урале с материалами стоянок Кударо I, Кударо III и Цона в Южной Осетии свидетельствует о продвижении носителей ашельской традиции в эпоху среднего плейстоцена с территории Кавказа на Южный Урал. Орудия из раннеашельской пещерной стоянки Кударо I, пещеры Сель-Ункур в Киргизии, английского клектона, стоянок в Сибири (Карама) и на Тамани аналогичны клювовидным ножам группы С возрастом 1,1—0,9 млн лет назад со стоянки Байраки в Молдавии и орудиям из Франции (верхнепалеолитическая стоянка Корбияк). В Кударо I найдены зубы архантропа или, возможно, неандертальца. Тафономический анализ скелетных остатков пещерных медведей в палеолитических слоях пещер Кударо I и Кударо III свидетельствует о естественном характере их накопления в пещерных отложениях, без заметного участия палеолитических охотников. Из каменистой части височной кости пещерного медведя из пещеры Кударо I возрастом 360 тыс. л. н. с низким уровнем покрытия удалось секвенировать митохондриальный и ядерный геномы.

## В культуре
Кударскому ущелью посвящена одна из южноосетинских народных песен — «Къуыдаргом» (mp3):